# Viitina järv
Viitina järv är en sjö i Estland.   Den ligger i landskapet Võrumaa, i den södra delen av landet, 230 km sydost om huvudstaden Tallinn. Viitina järv ligger 185 meter över havet.  I omgivningarna runt Viitina järv växer i huvudsak blandskog.